# Wiarołomstwo
Wiarołomstwo – składanie pod przysięgą przyrzeczenia, którego nie ma się zamiaru dotrzymywać lub niedotrzymywanie słów, których przyrzekło się pod przysięgą. W etosie rycerskim wiarołomstwo było na równi znieważające co tchórzostwo.

## Wiarołomstwo podczas wojny
I Protokół do konwencji genewskich zakazuje zabijania, ranienia i pojmania przeciwnika w sposób wiarołomny. Pod tym pojęciem rozumie się „działania odwołujące się do dobrej wiary przeciwnika w celu wprowadzenia go w błąd, aby uważał on, że ma prawo skorzystać z ochrony przewidzianej przez przepisy prawa międzynarodowego, mającego zastosowanie w konfliktach zbrojnych, albo że ma obowiązek udzielić takiej ochrony”. Jako przykłady działań wiarołomnych podane zostały:

- udawanie zamiaru prowadzenia rokowań pod osłoną flagi parlamentarza albo udawanie poddania się;
- udawanie niesprawności wywołanej ranami lub chorobą;
- udawanie posiadania statusu osoby cywilnej lub niekombatanta oraz
- udawanie posiadania uprzywilejowanego statusu przez używanie znaków, odznak lub mundurów Narodów Zjednoczonych, państw neutralnych lub innych państw nie będących stronami konfliktu.